# Sen Dog
Sen Dog, född som Senen Reyes, 20 november 1965, i Havanna, Kuba, är en afro-kubansk rappare, och medlem i den välkända rappgruppen Cypress Hill samt hårdrocksbandet Powerflo. Han har även släppt ett studioalbum som solist och är medlem i rap-metal-bandet SX-10. Sen Dog är äldre broder till rapparen Mellow Man Ace.

## Diskografi (urval)
Studioalbum med Cypress Hill
- 1991 – Cypress Hill
- 1993 – Black Sunday
- 1995 – III (Temples of Boom)
- 1998 – IV
- 2000 – Skull & Bones (2CD)
- 2001 – Stoned Raiders
- 2004 – Till Death Do Us Part
- 2010 – Rise Up
- 2012 – Cypress x Rusko
- 2018 – Elephants on Acid

Med SX-10
- 1999 – "Goin' Crazy" (singel)
- 2000 – Mad Dog American
- 2004 – Rhymes In The Chamber[6]
- 2006 – Temple Of Tolerance (ej släppt)
- 2008 – EP

Med The Reyes Brothers
- 2006 – Ghetto Therapy

Solo
- 2008 – Diary of a Mad Dog

Med Powerflo
- 2017 – Powerflo
- 2018 – Bring That Shit Back! (EP)